# Casas Viejas, Tlacotalpan
Casas Viejas är en ort i Mexiko.   Den ligger i kommunen Tlacotalpan och delstaten Veracruz, i den sydöstra delen av landet, 400 km öster om huvudstaden Mexico City. Casas Viejas ligger 6 meter över havet och antalet invånare är 148.
Terrängen runt Casas Viejas är mycket platt. Runt Casas Viejas är det ganska tätbefolkat, med 58 invånare per kvadratkilometer. Närmaste större samhälle är Tlapacoyan, 17,8 km öster om Casas Viejas. Trakten runt Casas Viejas består till största delen av jordbruksmark.